# Ajtony

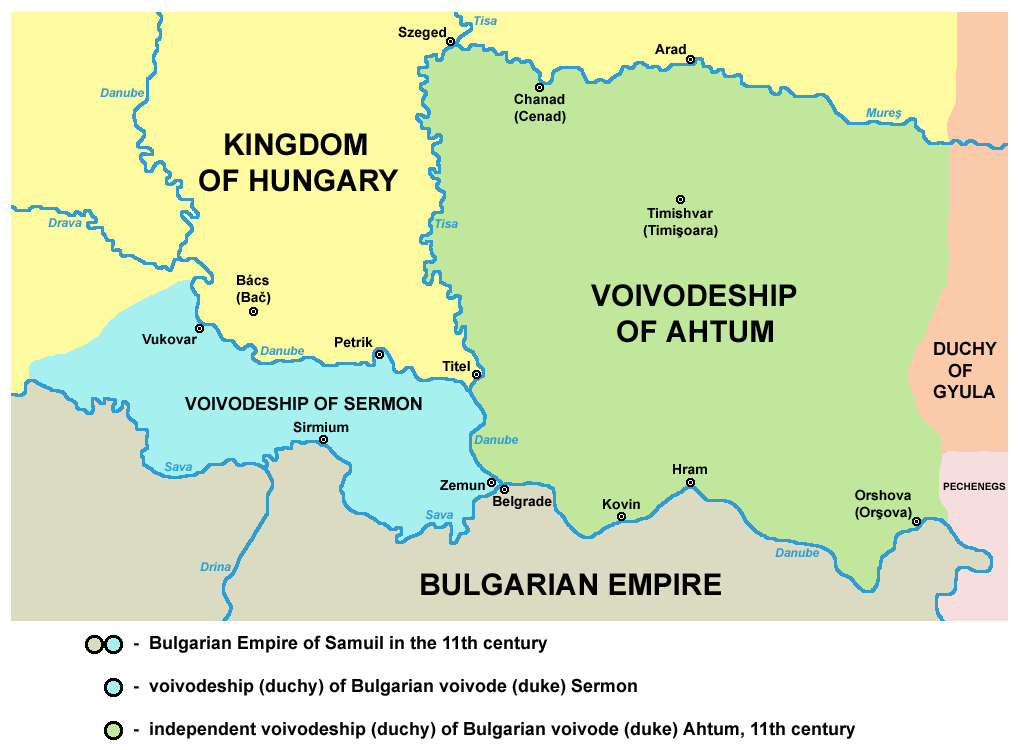
En vert l'étendue supposée de l'éphémère principauté d'Ajtony

Ajtony ou Ahtum fut le chef, peu après l'an 1000, en partie d'un territoire appelé ultérieurement « Banat » en Hongrie. Le noyau de son domaine tribal était la région de Maros (Mureş), qui s'étend à l'est jusqu'à la rivière Körös, à la frontière d'ouest de la Transylvanie.
Selon les sources, Ajtony résista aux établissements du Royaume de Hongrie, au début du XIe siècle. Il taxa le sel sur le Maros (Mureş), transporté au roi Étienne Ier de Hongrie sur la rivière.
Il avait sept femmes, vivait selon un mode de vie nomade, et possédait de nombreux chevaux, du bétail et des moutons.
Baptisé mais suivant des coutumes païennes, et allié du premier Empire bulgare, alors attaqué par l'empereur byzantin Constantin VIII, il tenta d'en profiter pour se constituer une principauté quasi indépendante.
Le roi Étienne Ier de Hongrie recruta l'un des généraux d'Ajtony, un dénommé Csanád converti au christianisme, qui fit sécession et s'opposa par les armes à Ajtony, lequel dut s'enfuir (un trésor trouvé à Nagyszentmiklós, parmi les possibilités, a été interprété comme ayant été caché par la famille d'Ajtony en fuite). Le roi plaça Csanád à la tête d'une armée royale, et Ajtony fut vaincu, son fief étant renommé Csanád par la suite.
Historiquement, un comitat hongrois ainsi qu'un diocèse catholique se situent sur le territoire. On relie le nom de la ville de Csanád au chef Csanád, mais cette étymologie est discutée par certains.
L'appartenance ethnique d'Ahtum (et celle de son peuple) reste obscure ; son nom peut se traduire par « or » en vieux turc.

## Sources
1. ↑  Alexandru Madgearu, Geneza și evoluția voievodatului bănățean din secolul al X-lea (« Genèse et évolution du voïvodat banatéen au Xe siècle ») in : Studii și materiale de istorie Medie no 16, 1998, p. 191-207
2. ↑  Paul Lazăr Tonciulescu, De la Țara Luanei la Ieud, éd. Miracol, Bucarest 1998.
3. ↑  Alexandru Madgearu, Contribuții privind datarea conflictului dintre ducele bănățean Ahtum și regele Ștefan I al Ungariei (« Contributions à la datation du conflit entre le duc banatéen Ajtony et le roi Étienne Ier de Hongrie ») in :Banatica no 12, Reșița 1993, ch. 2, p. 5-12.
4. ↑  P.L. Tonciulescu, De la Țara Luanei la Ieud.